# 新疋田駅
新疋田駅（しんひきだえき）は、福井県敦賀市疋田にある、西日本旅客鉄道（JR西日本）北陸本線の駅である。
ハピラインふくい線誕生前（北陸本線が福井県内を縦断していた時期）から、北陸本線における県内最南端の駅であった。現在、県内にある同線の駅は当駅と敦賀駅の2駅のみである。
隣の近江塩津駅から分岐する湖西線の列車も乗り入れる。駅番号は北陸本線がJR-A02、湖西線がJR-B09。

## 歴史

### 年表

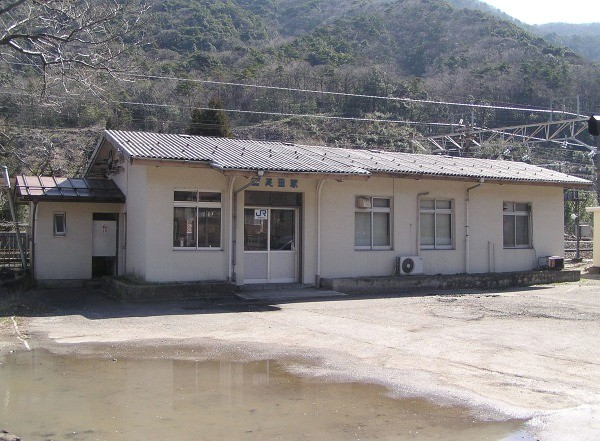
先代の駅舎（2006年3月）

- 1957年（昭和32年）10月1日：日本国有鉄道北陸本線の木ノ本駅 - 敦賀駅間経路変更に伴い開業する（一般駅）[1][2]。
  - 駅建設の際、予定地内に桃の木30本を持つ地主が立木1本あたり5万円を要求。交渉がまとまらず、一時は開業が危ぶまれていた[3]。
- 1960年（昭和35年）8月1日：貨物の取り扱いを廃止し、旅客駅となる[4]。
- 1963年（昭和38年）10月1日：衣掛隧道ループ線の開通に伴い鳩原信号場を廃止し、ループ線を上り線に、旧鳩原信号場廻りを下り線専用とすることで複線化する。
- 1966年（昭和41年）11月30日：沓掛信号場から当駅までが複線化されるとともに、同信号場を廃止する。
- 1971年（昭和46年）3月25日：荷物の取り扱いを廃止する[5]。駅員無配置駅となる[6]。
- 1987年（昭和62年）4月1日：国鉄分割民営化により、西日本旅客鉄道（JR西日本）の駅となる[4]。
- 2006年（平成18年）
  - 10月11日：新駅舎の使用を開始する[7]。ホームの改良工事が完成。
  - 10月21日：北陸本線敦賀駅 - 長浜駅間の直流電化により、新快速の乗り入れを開始する[8][9]。
- 2018年（平成30年）
  - 3月17日：駅ナンバリングが導入され、使用を開始する[10][11]。
  - 9月15日：「ICOCA」の利用が可能となる[12][13][14]。
- 2023年（令和5年）4月7日：駅舎内のギャラリーコーナーを一部改装し、「鉄道ギャラリー愛発（あらち）」としてリニューアルオープンした[15][16][17]。

### 駅名の由来
北陸本線旧線（後の柳ヶ瀬線）に存在した旧・疋田駅と地名にちなんだものである。

## 駅構造
相対式ホーム2面2線を有する地上駅である。上り本線はホームに接していない中央の1線で、通過列車が使用する。停車する列車はホームに接する待避線（運転上は上り1番線）を使用する。
当駅から敦賀方面は金沢支社敦賀地域鉄道部の所管となっており、隣の近江塩津駅から先は近畿統括本部所管に変わる。なお、境界標は近江塩津駅の第1場内信号機付近に設置されている。
敦賀地域鉄道部が管理する無人駅である。駅舎は下りホーム（1番のりば）にあり、上りホーム（2番のりば）へは構内踏切を利用する。窓口営業が廃止された後も永らく運転管理の駅員が配置されていたが、後にその要員も無配置となった。なお、当駅には自動券売機は設置されていない。
駅舎は、ハンドカットのログハウスの平屋建てで、内部には鉄道写真を飾るギャラリーや多目的トイレ、待合スペースなどがある。北陸本線の長浜駅 - 敦賀駅間などの電源方式変更（直流化）に伴い、敦賀駅まで延伸される新快速が新たに停車することとなったことに合わせて総工費7,200万円で駅舎が改築され、2006年（平成18年）10月11日に供用を開始した。また、改築と同時にパークアンドライド用の駐車場が整備された。ギャラリーは2023年（令和5年）4月7日に鉄道ギャラリー愛発（あらち）としてリニューアルオープンし、同施設にはディスプレイや当施設を模した方向幕が新設された。展示作品の一部はこれを用いてデジタル化したものを公開している。なお、リニューアルに要した事業費は約102万円であった。
直流化に伴い、駅構内に新疋田変電所が新設された。新疋田変電所は電力会社からの受電を1回線のみとし、リチウムイオン電池を用いた補完装置を設置しているので、電力が途絶えても蓄電池での送電が行える。

### のりば
| のりば | 路線     | 方向 | 行先                         | 備考                  |
| ------ | -------- | ---- | ---------------------------- | --------------------- |
| 1      | 北陸本線 | 下り | 敦賀方面                     |                       |
| 2      | 北陸本線 | 上り | 近江塩津・長浜・米原方面     | 日中は 湖西線経由のみ |
| 2      | 湖西線   | 上り | 近江塩津・近江今津・京都方面 | 日中は 湖西線経由のみ |

付記事項
- 長らくのりば番号は設定されていなかったが、ICOCAの導入までに制定されている。
- 当駅は近畿エリアの路線記号の適用対象であるが、金沢支社管内に含まれているため、2019年3月16日改正時点で路線記号が使用されているのは駅ナンバリングに関わる個所のみである（他支社のように駅掲示時刻表に記載することはしていない）。
- 長編成の列車発着があったためにホームは長いが、電車用ホームを想定した設計の車両（223系や521系）に対応したかさ上げは4両分のみである。

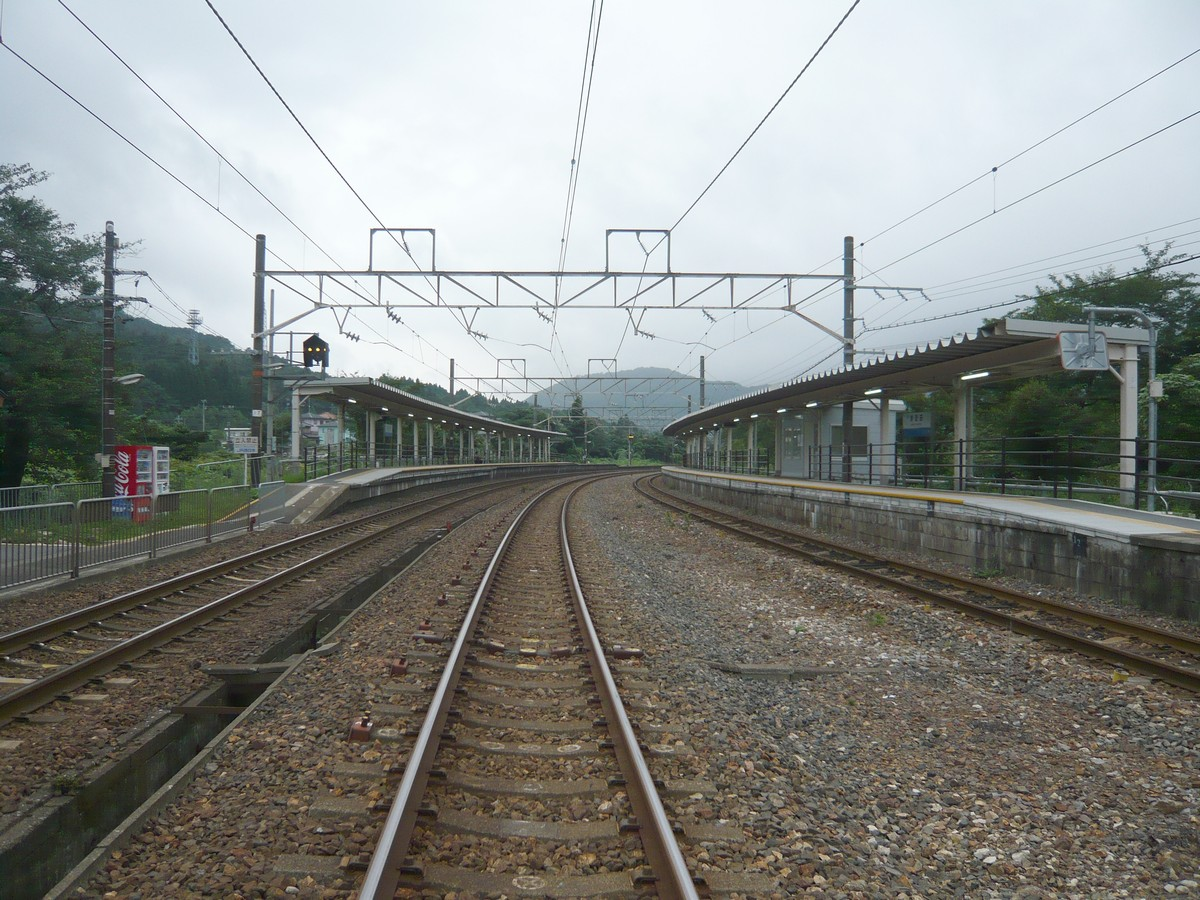
ホーム（2007年8月、構内踏切から）
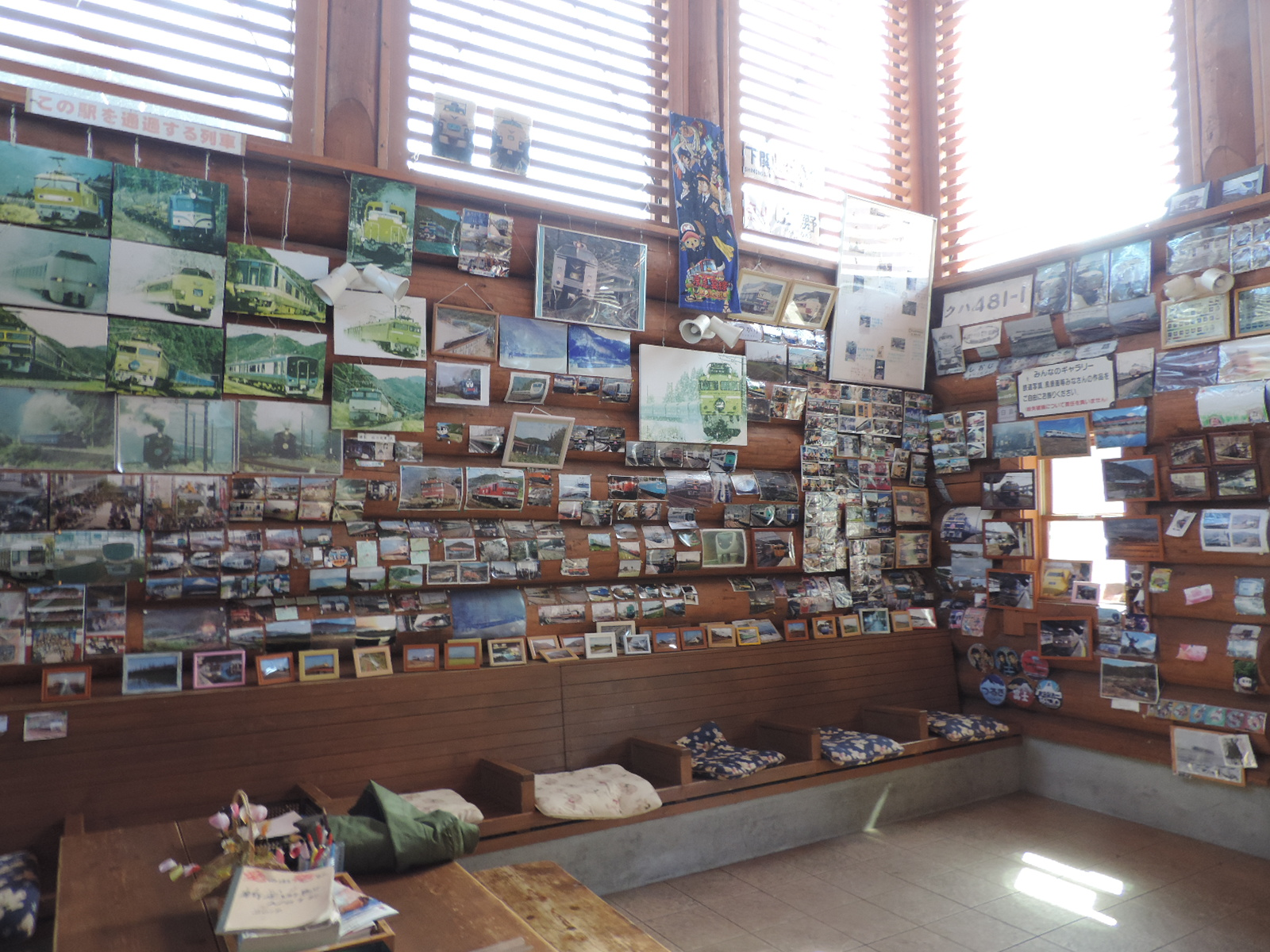
駅舎内に設けられたギャラリースペース（2020年5月、改装工事前）

## 利用状況
「福井県統計年鑑」によると、2022年度の1日平均乗車人員は16人であった。JR西日本の移動等円滑化取組報告書によれば、2023年度の1日当たりの利用者数は48人。北陸本線の駅では最も少なく、JR西日本の新快速停車駅でも最少である。1987年（昭和62年）度以降の1日平均乗車人員は以下のとおりである。
当駅は鉄道撮影スポットとして有名であるが、列車を介して当駅を利用する客の数は伸び悩んでいる。
| 1日平均乗車人員推移（国鉄分割民営化後） | 1日平均乗車人員推移（国鉄分割民営化後） | 1日平均乗車人員推移（国鉄分割民営化後） | 1日平均乗車人員推移（国鉄分割民営化後） | 1日平均乗車人員推移（国鉄分割民営化後） |
| 年度                                    | 定期外                                  | 定期                                    | 合計                                    | 出典                                    |
| --------------------------------------- | --------------------------------------- | --------------------------------------- | --------------------------------------- | --------------------------------------- |
| 1987年（昭和62年）                      | 10                                      | 16                                      | 26                                      | [ 統計 4 ]                              |
| 1988年（昭和63年）                      | 11                                      | 13                                      | 24                                      | [ 統計 5 ]                              |
| 1989年（平成元年）                      | 11                                      | 12                                      | 23                                      | [ 統計 6 ]                              |
| 1990年（平成02年）                      | 15                                      | 11                                      | 26                                      | [ 統計 7 ]                              |
| 1991年（平成03年）                      | 11                                      | 14                                      | 25                                      | [ 統計 8 ]                              |
| 1992年（平成04年）                      | 8                                       | 18                                      | 26                                      | [ 統計 9 ]                              |
| 1993年（平成05年）                      | 11                                      | 12                                      | 23                                      | [ 統計 10 ]                             |
| 1994年（平成06年）                      | 11                                      | 10                                      | 21                                      | [ 統計 11 ]                             |
| 1995年（平成07年）                      | 15                                      | 14                                      | 29                                      | [ 統計 12 ]                             |
| 1996年（平成08年）                      | 11                                      | 21                                      | 32                                      | [ 統計 13 ]                             |
| 1997年（平成09年）                      | 11                                      | 22                                      | 33                                      | [ 統計 14 ]                             |
| 1998年（平成10年）                      | 10                                      | 21                                      | 31                                      | [ 統計 15 ]                             |
| 1999年（平成11年）                      | 11                                      | 24                                      | 35                                      | [ 統計 16 ]                             |
| 2000年（平成12年）                      | 3                                       | 21                                      | 24                                      | [ 統計 17 ]                             |
| 2001年（平成13年）                      | 3                                       | 21                                      | 24                                      | [ 統計 18 ]                             |
| 2002年（平成14年）                      | 2                                       | 18                                      | 20                                      | [ 統計 19 ]                             |
| 2003年（平成15年）                      | 2                                       | 18                                      | 20                                      | [ 注釈 1 ]                              |
| 2004年（平成16年）                      | 2                                       | 15                                      | 17                                      | [ 注釈 1 ]                              |
| 2005年（平成17年）                      | 2                                       | 12                                      | 14                                      | [ 注釈 1 ]                              |
| 2006年（平成18年）                      | 3                                       | 10                                      | 13                                      | [ 注釈 1 ]                              |
| 2007年（平成19年）                      | 5                                       | 12                                      | 17                                      | [ 注釈 1 ]                              |
| 2008年（平成20年）                      | 5                                       | 16                                      | 21                                      | [ 注釈 1 ]                              |
| 2009年（平成21年）                      | 17                                      | 10                                      | 27                                      | [ 注釈 1 ]                              |
| 2010年（平成22年）                      | 15                                      | 15                                      | 30                                      | [ 注釈 1 ]                              |
| 2011年（平成23年）                      | 15                                      | 16                                      | 31                                      | [ 注釈 1 ]                              |
| 2012年（平成24年）                      | 15                                      | 12                                      | 27                                      | [ 注釈 1 ]                              |
| 2013年（平成25年）                      | 16                                      | 9                                       | 25                                      | [ 注釈 1 ]                              |
| 2014年（平成26年）                      | 16                                      | 9                                       | 25                                      | [ 注釈 1 ]                              |
| 2015年（平成27年）                      | 15                                      | 8                                       | 23                                      | [ 統計 20 ]                             |
| 2016年（平成28年）                      | 14                                      | 9                                       | 23                                      | [ 統計 21 ]                             |
| 2017年（平成29年）                      | 14                                      | 10                                      | 24                                      | [ 統計 22 ]                             |
| 2018年（平成30年）                      | 15                                      | 11                                      | 26                                      | [ 統計 23 ]                             |
| 2019年（令和元年）                      | 16                                      | 9                                       | 25                                      | [ 注釈 2 ]                              |
| 2020年（令和02年）                      | 7                                       | 8                                       | 15                                      | [ 注釈 2 ]                              |
| 2021年（令和03年）                      | 7                                       | 7                                       | 14                                      | [ 注釈 2 ]                              |
| 2022年（令和04年）                      | 10                                      | 6                                       | 16                                      | [ 注釈 2 ]                              |
| 2023年（令和05年）                      |                                         |                                         |                                         | [ 注釈 2 ]                              |

## 駅周辺

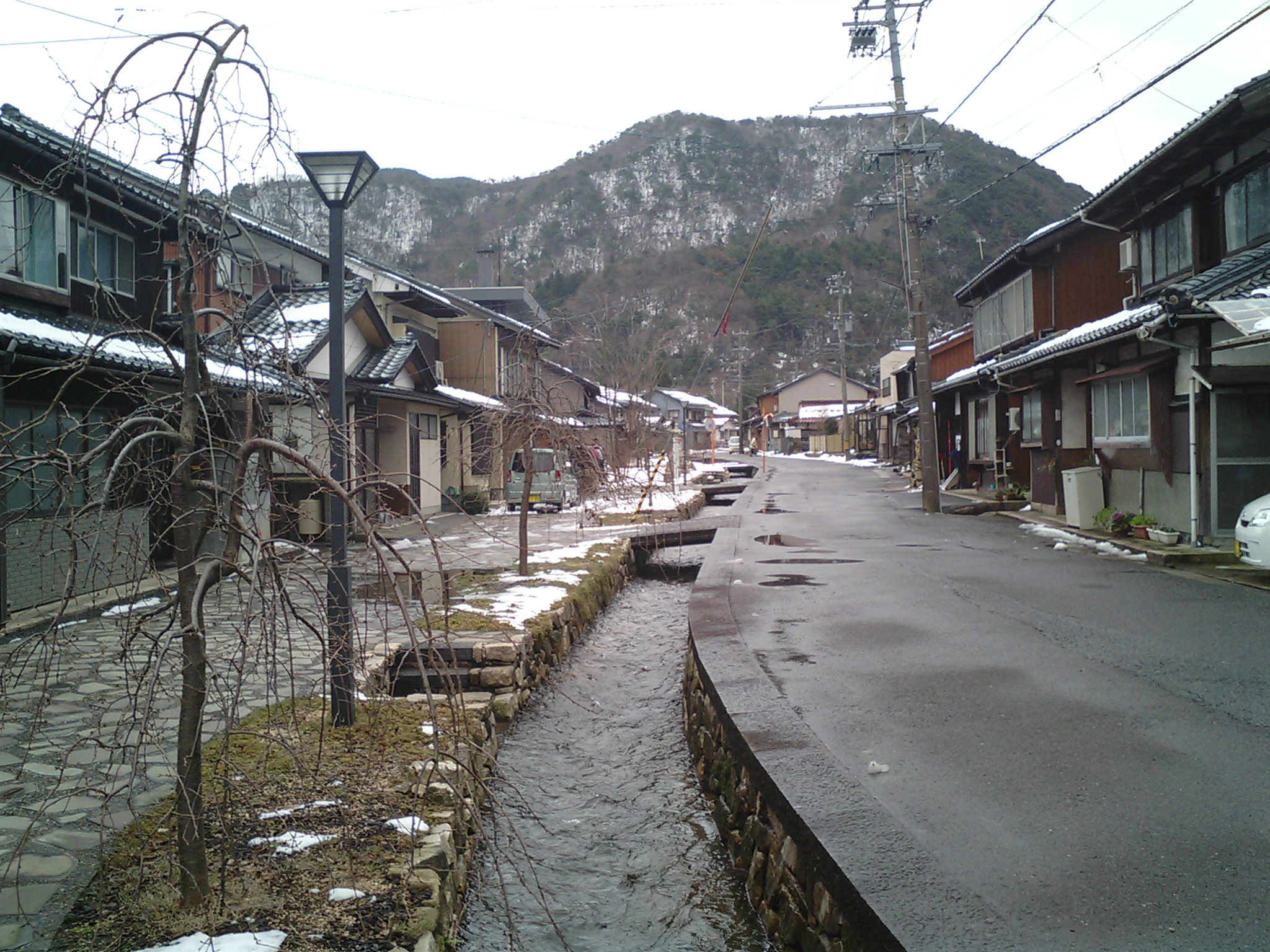
疋田の町並み
（町中を流れる水路は昔、川舟による輸送の際に使われていた時の名残である）

国道161号に面しており、駅構内でこの国道と立体交差する。駅から少し離れた北側に国道161号（七里半越）と国道8号（新道野越）の合流地点となる疋田交差点がある。それゆえ県境近くであるが車の量は比較的多い。駅北西側には「エメラルドタウン南敦賀」という小さな住宅街がある。
当駅およびその周辺には鳩原ループ線などの鉄道撮影の名所があり、カメラを構えるファンの姿も見られる。
なお、柳ヶ瀬線の疋田駅は、当駅より1 kmほど北、旧愛発公民館の位置にあった。
- 愛発関
- 愛発公民館
- 疋壇城跡
- 敦賀運河（疋田舟川）跡
- 敦賀警察署愛発駐在所
- 疋田郵便局
- 国道161号（七里半越）
- 国道8号（新道野越） - 駅から少し離れた北側で国道161号と合流。
- 笙の川

## バス路線
駅舎の前に「新疋田駅（追分）」停留所があり、敦賀市コミュニティバスの愛発線（新道野 - 敦賀駅）が乗り入れるが、同停留所を発着する便はすべてデマンドバスとして運行する。

## 駅名改称の議論・協議
新疋田駅を「愛発駅」（あらちえき）へ改称することを求める議論があり、2005年（平成17年）に敦賀市議会で取り上げられたほか、2017年（平成29年）には地元の区長会から嘆願書と署名簿が敦賀市長に手渡され、敦賀市は西日本旅客鉄道金沢支社に要望することとした。
その後、2023年（令和5年）4月7日にリニューアルオープンした「鉄道ギャラリー愛発（あらち）」には485系や489系など、国鉄（現・JR）の特急形車両で採用した方向幕を模したものが新設されたが、この幕の行き先となる駅名にも「愛発」が使われた。
しかし、駅名の改称に関する議論および協議は長年にわたって並行線をたどっており、北陸新幹線が敦賀駅に延伸した2024年（令和6年）3月16日時点でも結論は出ていない。

## 登場する作品
- 『報道スペシャル列島全中継 国鉄最後の夜』（1987年3月31日 - 4月1日放送、TBS）  - 国鉄分割民営化に関する特別番組の1つであり、当番組ではリヨン駅（フランス・パリ）から衛星中継で出演した岸惠子が映画『約束』の舞台となった北陸本線（敦賀駅以北の路線名は放送当時のもの）を訪ねる企画がVTRで放送され、同VTRのエンディングに当駅が登場する。当駅に到着する旧北陸色の急行形電車（475系もしくはその系列）の普通列車（敦賀方面行き）が映った後、ベンチ（当VTRの撮影を行うために用意したもの）に座った岸が駅に対して思うことを語った後（岸のコメントは下記を参照）、ベンチから立ってホームを歩く後ろ姿が映る[注釈 5]。

## その他
- 金沢支社が発売していた特別企画乗車券「北陸おでかけパス」（2023年3月23日発売終了[25]）は、2006年3月までは自由乗降区間の南限が当駅となっていたが、以後は（当駅以南の）長浜駅までの区間が自由乗降区間に含まれていた。しかし、同企画乗車券の後継商品となった「北陸おでかけtabiwaパス」[注釈 6]は敦賀 - 長浜間が自由乗降区間から外れている[26]。

## 隣の駅
西日本旅客鉄道（JR西日本）
 北陸本線（一部  湖西線直通）
■臨時快速
通過
■新快速・■快速・■普通
敦賀駅 (JR-A01・JR-B08) - 新疋田駅 (JR-A02・JR-B09) - 近江塩津駅 (JR-A03・JR-B10)